# Xavier Fournier-Bidoz
Pour les articles homonymes, voir Fournier-Bidoz.
Xavier Fournier-Bidoz, né le 25 septembre 1970 à Annecy, est un skieur alpin et un entraineur de ski français.

## Biographie
Son père était chef pisteur au Grand Bornand.
En 1992, deux tops-10 en coupe d'Europe lui ouvrent les portes de l'équipe de France. 
Ç'est en 1996 qu'il effectue sa meilleure saison. En janvier, il obtient son meilleur résultat en coupe du monde en prenant la 14e place de la descente de Kitzbühel sur la Streif. En février il participe aux championnats du monde à Sierra Nevada. En mars, il est sacré champion de France de super G aux Menuires, en devançant Benjamin Melquiond et Luc Alphand.
En 1997 et 1998, il subit deux blessures aux genoux et a des difficultés à retrouver son meilleur niveau par la suite.
En 1999, il entraine le descendeur andorran Santi Lopez, et l'année suivante Jean-Philippe Vulliet l'appelle pour entrainer l'équipe de France féminine de vitesse (assistant de 2000 à 2002, puis responsable du groupe vitesse de 2002 à 2006). Il est profondément marqué par le tragique accident qui coûte la vie à Régine Cavagnoud le 31 octobre 2001 lors d'une séance d'entrainement à Innsbrück dans lequel sa responsabilité est impliquée. Il est condamné (avec le Français David Fine qui jouait le rôle de starter), le 13 juin 2005 par le tribunal correctionnel d'Annecy pour "homicide et blessures involontaires"" à trois mois de prison avec sursis et cinq mille euros d'amende (en l'absence des protagonistes de l'équipe allemande). 
En 2006, il entraine pendant 5 mois l'équipe Relève garçons, puis il est appelé par Gilles Brenier, pour entrainer l'équipe de France de vitesse garçons, tout d'abord comme assistant de 2006 à 2009. En 2015, il devient le responsable de cette équipe vitesse, poste qu'il occupe toujours en 2024.  

## Palmarès

### Championnats du monde
| Épreuve / Édition           | Descente | Combiné |
| Mondiaux 1996 Sierra Nevada | 46e      | 33e     |

### Coupe du monde
- Meilleur classement général : 105e en 1996.
- Meilleur classement de descente : 43e en 1994.
- Meilleur classement de Super G : 44e en 1995.

- Meilleur résultat sur une épreuve de descente : 14e à Kitzbühel en mars 1998

#### Classements
| Saison / Épreuve | Saison / Épreuve | Général | Général | Descente | Descente | Super G | Super G |
| ---------------- | ---------------- | ------- | ------- | -------- | -------- | ------- | ------- |
| Saison / Épreuve | Saison / Épreuve | Class.  | Points  | Class.   | Points   | Class.  | Points  |
| 1992-1993        | 1992-1993        | 137e    | 7       | 54e      | 7        | -       | -       |
| 1993-1994        | 1993-1994        | 110e    | 25      | 43e      | 25       | -       | -       |
| 1994-1995        | 1994-1995        | 123e    | 9       | -        | -        | 44e     | 9       |
| 1995-1996        | 1995-1996        | 105e    | 30      | 44e      | 26       | 56e     | 4       |

### Championnats du monde junior
| Épreuve / Édition                  | Descente |
| Mondiaux 1988 Madonna di Campiglio | 54e      |

### Coupe d'Europe

#### Classements
| Saison / Épreuve | Saison / Épreuve | Général | Général | Super G | Super G |
| ---------------- | ---------------- | ------- | ------- | ------- | ------- |
| Saison / Épreuve | Saison / Épreuve | Class.  | Points  | Class.  | Points  |
| 1992-1993        | 1992-1993        | -       | -       | 8e      | 25      |

### Championnats de France

#### Élite
| Édition / Epreuve                 | Descente | Super G | Slalom géant |
| --------------------------------- | -------- | ------- | ------------ |
| Championnats 1995 Les Arcs        | 12e      | 11e     | -            |
| Championnats 1996 Les Menuires    | 10e      | Or      | 28e          |
| Championnats 1998 Serre Chevalier | 35e      | -       | -            |
| Championnats 1999 La Clusaz       | 13e      | 19e     | -            |